# Kuntisuyu
Kuntisuyu (czasem Contisuyu lub Kunti Suyu) – środkowo-zachodni region Imperium Inków. Obszar obejmował południową część dzisiejszego Peru.